# 碧山村
碧山村，是是中华人民共和国安徽省黄山市黟县碧阳镇下辖的一个村级行政单位。2008年由碧东和碧西两村合并成立。碧山村位于县城碧阳镇西北4公里处，因碧山而得名。境内山清水秀，森林覆盖面积达70%。

## 历史
这是一个历史悠久的著名古老村落，古名黄陂，为黟县三都，也是汪姓在黟县聚族而居的发源地和三大聚居村落之一（碧山村、宏村、关麓村）。。太平天国时期，清军与太平军在黟县进行长达九年的拉锯战，曾国藩的湘军曾在碧山汪氏大宗祠屯驻数年。
2013年8月，碧山村被评为第二批中国传统村落。全村现有21个村民小组，3280人口。汪姓居民已仅有200人。

## 文化
碧山村保存了典型徽州古村落的历史风貌，保存有明清时期古民居、祠堂百余处。
碧山村内拥有多处文物保护单位：
- 碧山汪氏世祠，安徽省文物保护单位
- 云门塔，黄山市文物保护单位
- 汪氏祠堂，黄山市文物保护单位
- 章山题壁，黄山市文物保护单位
- 筱馀园，黟县文物保护单位

## 活化
2011年，欧宁、左靖等艺术家和策展人来到碧山村，推动艺术下乡项目“碧山共同体计划”（“碧山计划”），“艺术反哺乡村”，构建乡村乌托邦。2011年8月，在碧山村举办了为期三天的传统祭祀典礼碧山丰年祭，村民身穿“稻草装”表演祭祀舞蹈，并举办传统民间手工艺“黟县百工”，以及著名诗人的文学讲座。碧山计划鼓励保持原生态，反对景区化建设。
2008年，上海诗人郑小光和寒玉夫妇在碧山开设猪栏酒吧客栈二店，2014年，又在老油厂旧址开设猪栏酒吧客栈三店。
2015年，左靖将村里建于1962年的供销社，改造为“碧山工销社”。
2014年，南京先锋书店在碧山村清代祠堂启泰堂内开设第八家书店碧山书局，被赞为中国最美乡村书店。
2016年，“碧山计划”发起人欧宁突然离开碧山村。
自2017年起，猪栏酒吧举办“碧山精酿之夜”啤酒音乐节。

## 名人
- 汪勃，南宋绍兴二年壬子科进士[11]，官至枢密院[12]。
- 汪达之（1903-1980年）教育家、新安旅行团的创建者[13]。